# 高野町 (広島県)
高野町（たかのちょう）は、かつて広島県の北東部に位置した町。比婆郡に属した。
2005年3月31日に庄原市と甲奴郡総領町、比婆郡の全5町（口和町・西城町・高野町・東城町・比和町）が新設合併して成立した庄原市に移行し、廃止された。同時に比婆郡も恵蘇・奴可・三上各郡の統合で成立し、以来106年半に及ぶ歴史に終止符を打った。

## 地理
河川
- 神野瀬川 - 江の川支流。

山
- 猿政山（標高1,267.7m）
- 大万木山（標高1,218m）
- 毛無山（島根県境、標高1,062m）
- 毛無山（下湯川・新市境、標高1,155m）
- 鉄屋山（標高1,051.6m）
- 黒石山（標高1,021.7m）
- 熊山（笠尾山、標高1,018.9m）
- 大鬼山（標高1,004m）
- 船山（標高939.7m）
- 火室山（標高846.7m）
- 蔀山（標高775.1m）

## 大字（2005年3月30日当時のデータ）
- 上里原（あがりはら）
- 岡大内（おかおおうち）
- 奥門田（おくもんで）
- 上湯川（かみゆかわ）
- 高暮（こうぼ）
- 下湯川（しもゆかわ）
- 下門田（しもんで）
- 新市（しんいち）
- 中門田（なかもんで）
- 南（みなみ）
- 和南原（わなんばら）

## 沿革
- 1889年4月1日 - 町村制施行。高野町域には当時恵蘇郡高野山村があるのみであった。
- 1898年10月1日 - 恵蘇・奴可・三上各郡が統合して比婆郡が成立したことに伴い比婆郡高野山村となる。
- 1902年6月20日 - 地理的事情により高野山村が上高野山村（上湯川・下湯川・新市・南・和南原）と下高野山村（上里原、岡大内、奥門田、高暮、下門田、中門田）に分割される。
- 1955年1月1日 - 上高野山・下高野山両村が新設合併して高野町が成立する。
- 2005年3月31日 - 庄原市と甲奴・比婆両郡の全6町が新設合併して成立した庄原市に移行したことに伴い廃止する。同時に比婆郡も106年半の歴史に終止符を打つ。

## 歴代町長
- 藤原公昭
- 田中五郎（合併後、庄原市議会議員3期）

## 産業
農業が主産業で、特産品としては大根やりんごがある。

## 教育
小学校
- 高野町立高野小学校

中学校
- 高野町立高野中学校

高等学校
- 広島県立庄原格致高等学校高野山分校（2009年現在廃校）

## 交通（2005年3月30日当時のデータ）

### 鉄道
町内には通っていない。利用するとすればJR芸備線備後庄原駅かJR芸備線・三江線三次駅まで出る必要があった。

### 道路

#### 国道
- 国道432号

#### 主要地方道
- 広島県道39号三次高野線

#### 一般県道
- 島根県道・広島県道110号横田高野線 - 2006年春島根県道・広島県道110号奥出雲高野線に改称。
- 広島県道186号新市三次線
- 広島県道456号下門田泉吉田線
- 広島県道467号庄原新市線 - 町内は全区間国道432号と重用。

## 名所・旧跡
- 高暮ダム
- 大鬼谷オートキャンプ場
- 毛無山牧場

## 備考
高野町は甲奴郡総領町（082488）、比婆郡比和町（082485）とともに本州で最後まで残った市外局番6ケタ地域の一つであった（082486、2004年2月28日変更）。